# Scaphosepalum jostii
Scaphosepalum jostii är en orkidéart som beskrevs av Carlyle August Luer. Scaphosepalum jostii ingår i släktet Scaphosepalum och familjen orkidéer. Inga underarter finns listade i Catalogue of Life.